# Cuphea tarapotensis
Cuphea tarapotensis är en fackelblomsväxtart som beskrevs av Thomas Archibald Sprague. Cuphea tarapotensis ingår i släktet blossblommor, och familjen fackelblomsväxter. Inga underarter finns listade i Catalogue of Life.